# 檢察風雲
《檢察風雲》是一部2023年犯罪庭审题材电影。。由最高人民檢察院影視中心與文投控股聯合出品，麥兆輝執導，田启文監製，黃景瑜、白百何、王丽坤领衔主演，王千源、馮紹峰特别出演；電影于2020年7月28日在東莞开机，9月21日殺青。2023年4月29日首映。

## 演员列表

### 主要演员
| 演员姓名 | 角色名称 | 介绍 |
| 黃景瑜   | 李睿     | 年輕有為的檢察官，通過自己的睿智將整個案件層層拋開，排除各種迷霧鎖定線索，最終將整個案件背後的“保護傘”繩之於法。 與童雨辰有着扑朔迷离的人物关系。                                                           |
| 白百何   | 童雨辰   | 洪天寶在北京請來的刑辯律師，職業生涯中沒有敗訴的記錄，因為她接手案件的宗旨只有一個，就是勝訴。她善於閱讀案宗，鑽研法律程序，尋找程序漏洞，對於事實的真相並不是她辯護的要點。 與李睿有着扑朔迷离的人物关系。 |
| 王千源   | 張有成   | 軍轉檢察官，他相信只有李睿能作為檢察官將幕後的“保護傘”繩之於法，因此在生命受到威脅時，他最後的動作不是求救，而是想辦法將最後的線索傳遞給李睿。                                                              |
| 冯绍峰   | 洪俊山   | 首富，前盜墓團伙老大，洪启明的弟弟，利用盜墓的黑色所得成立了自己的考古公司和文物鑒定公司，又在商業上靈活投資，成為了當地的富豪。                                                                            |
| 王丽坤   | 夏薇     | 大學教授，洪天寶的妻子，目睹了學生自殺案件。 |
|          | 洪啟明   | 洪天寶的哥哥，也是洪天寶文物集團的“管家”。為人陰毒，但對自己的弟弟極度忠心。 |
| 包贝尔   | 陳鑫     | 地下商人，因為家裡貧困所以貪財。很會察言觀色，也很會利用關系，到了中年後因為自己的“成功”日益猖狂。 |
|          | 土龍     | 古玩店店主，協助李睿和李有成鑒別。 |
|          |          | 土龍古玩店學徒 |
|          |          | 檢察院的檢察長，李有成的上級領導。 |